# Sindora
Sindora là một chi thực vật có hoa trong họ Đậu.

## Các loài
- Sindora affinis de Wit
- Sindora beccariana de Wit
- Sindora bruggemanii de Wit
- Sindora coriacea (Baker) Prain
- Sindora echinocalyx Prain
- Sindora galedupa Prain
- Sindora glabra de Wit
- Sindora inermis Merr.
- Sindora irpicina de Wit
- Sindora javanica (Koord. & Valeton) Backer
- Sindora klaineana Pellegr.
- Sindora laotica Gagnep. - Gõ Lào, gụ Lào.
- Sindora leiocarpa de Wit
- Sindora siamensis Miq. - Gõ mật, gụ mật, gõ sẻn, gõ đen, gõ xẻ, gõ bung lao, gõ mè tê, kô (Ba Na), ku (Gia Rai).
  - Sindora siamensis var. maritima (Pierre) K.Larsen & S.S.Larsen - Gõ biển, gõ gụ.
- Sindora sumatrana Miq.
- Sindora supa Merr.
- Sindora tonkinensis K.Larsen & S.S.Larsen - Gõ dầu, gụ lâu, gõ sương, gõ lau
- Sindora velutina Baker
- Sindora wallichii Benth.